# Дослід щодо закону народонаселення

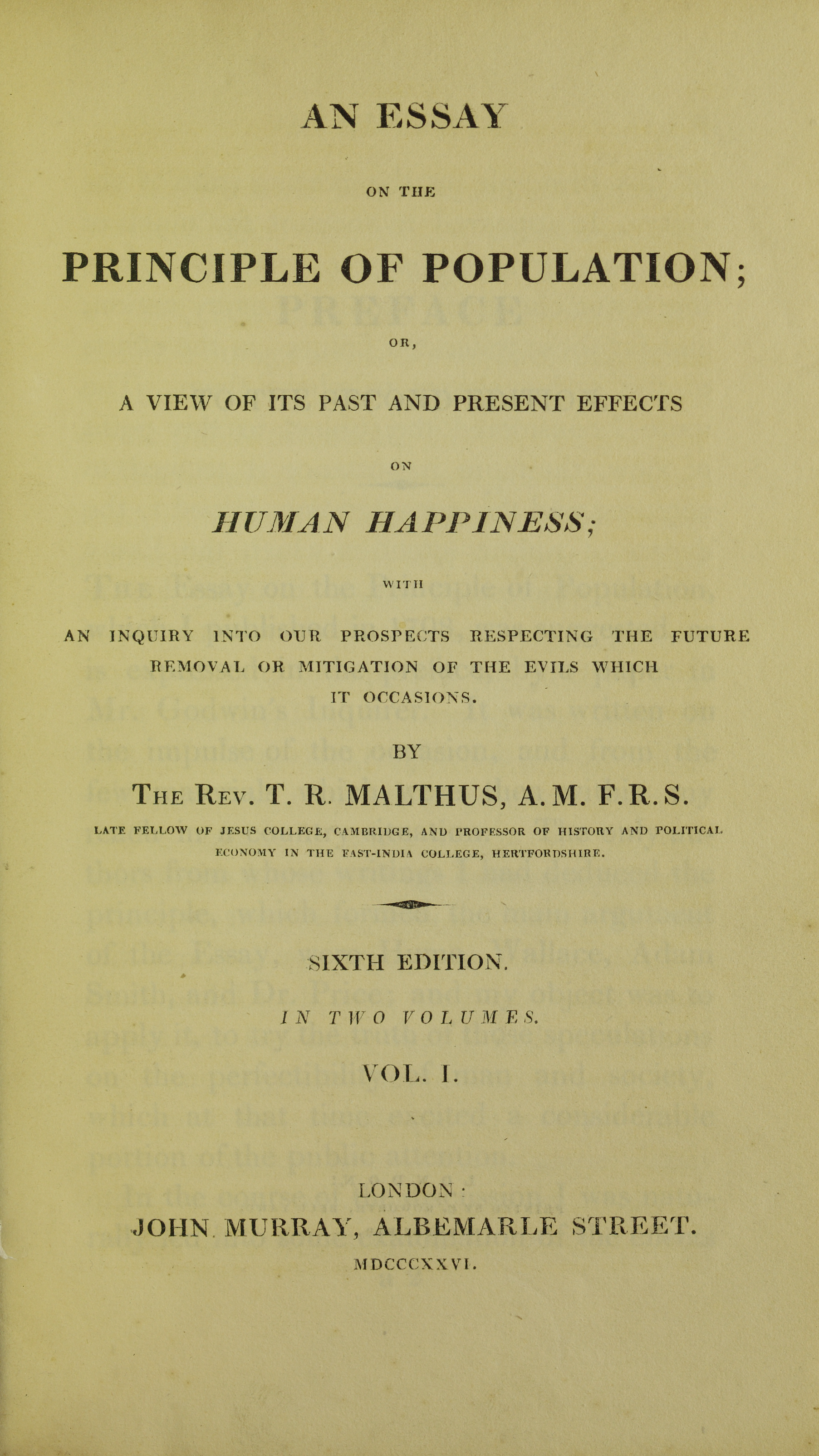
Essay on the principle of population, 1826

Дослід щодо закону народонаселення у контексті його впливу на майбутнє удосконалення суспільства; з коментарями теорій У. Годвіна, Ж. Кондорсе й інших авторів (англ. An Essay on the Principle of Population, as It Affects the Future Improvement of Society, with Remarks on the Speculations of Mr. Godwin, M. Condorcet, and Other Writers, 1798) — твір англійського економіста Томаса Мальтуса.

## Ідеї
«Дослід» Т. Мальтуса був безпосередньою відповіддю на книги англійського письменника У. Годвіна «Міркування про політичну справедливість» (т. 1-2, 1793), де причиною бідності називається нерівномірний розподіл доходів і недоліки громадських установ, і Ж. Кондорсе «Ескіз історичної картини прогресу людського розуму» (1794), в яких зростання населення оцінюється як позитивний фактор.
Англійський економіст відзначає, що якщо зростання населення не затримується якими-небудь причинами, то населення буде подвоюватися кожні чверть століття, і, отже, зростати в геометричній прогресії. У силу обмеженості ресурсів це неминуче веде до бідності, голоду і соціальних потрясінь.
У своїй книзі вчений вперше використав категорію «боротьба за існування», яка потім була використана біологом Ч. Дарвіном в його «Походження видів», а нині є однією з основних категорій теорії еволюційної економіки.

## Перевидання
За життя автора книга перевидавалася ще 5 разів: в 1803, 1806, 1807, 1817 і +1826 рр. Останнє, шосте видання іменувалося: «Дослід щодо закону народонаселення: погляд на його минулий і майбутній вплив на людське щастя, з дослідженням наших перспектив щодо усунення або пом'якшення шкод, ним завданих» (An Essay on the Principle of Population: A View of its Past and Present Effects on Human Happiness; with an Inquiry into Our Prospects Respecting the Future Removal or Mitigation of the Evils which It Occasions).

## Структура
Перше видання книги містило Передмову та 19 глав.
Останнє прижиттєве видання включало Передмову, 4 книги (55 глав): 1. Про перешкоди до збільшення населення в найменш розвинених країнах і в колишні часи (14 глав); 2. Про перешкоди до збільшення населення в різних країнах сучасної Європи (13); 3. Про різні системи, запропоновані або прийняті суспільством проти дій, породжуваних законом народонаселення (14); 4. Про наші майбутні перспективи щодо усунення або пом'якшення шкоди, що виникає з принципу народонаселення (14); а також 3 додатки.

## Переклади
Трактат Т. Мальтуса був опублікований російською мовою 1868 р. у двох томах (Петербург, видання К. Т. Солдатенкова); 1908 року вийшов скорочений переклад книги (Москва, видання М. Н. Прокоповича). Уривки твору увійшли до збірки «Антологія економічної класики». М.: Економ, 1993. Т. 2. с. 5 — 136